# Margut
Margut ist eine französische Gemeinde mit 711 Einwohnern (Stand: 1. Januar 2022) im Département Ardennes in der Region Grand Est. Der Ort gehört zum Arrondissement Sedan und zum Kanton Carignan. Zudem ist die Gemeinde Teil des 1994 gegründeten Gemeindeverbands Portes du Luxembourg. Die Bewohner nennen sich Margutiens/Margutiennes.

## Geographie
Margut liegt rund 27 Kilometer südöstlich von Sedan, im Osten des Départements Ardennes, am Flüsschen Marche, das an der westlichen Gemeindegrenze in die Chiers einmündet. Die Gemeinde besteht aus dem Dorf Margut und wenigen Einzelgehöften.
Nachbargemeinden sind Fromy im Nordwesten, Moiry im Norden und Nordosten, Sapogne-sur-Marche im Nordosten, Signy-Montlibert im Osten, Bièvres im Süden, Trannes im Süden, La Ferté-sur-Chiers im Westen sowie Villy im Nordwesten.

## Geschichte
Die Gemeinde gehörte von 1793 bis 1801 zum Distrikt Sedan. Von 1801 bis 1926 war sie Teil des Arrondissements Sedan. Danach war sie von 1926 bis 1942 dem Arrondissement Mézières zugeteilt. Seit 1942 wieder dem Arrondissement Sedan. Von 1793 bis 1801 war der Ort Chef-lieu des Kantons Margut. Seither liegt die Gemeinde innerhalb des Kantons Carignan. Von 1826 bis 1871 gehörte die Gemeinde Fromy zu Margut.

## Bevölkerungsentwicklung

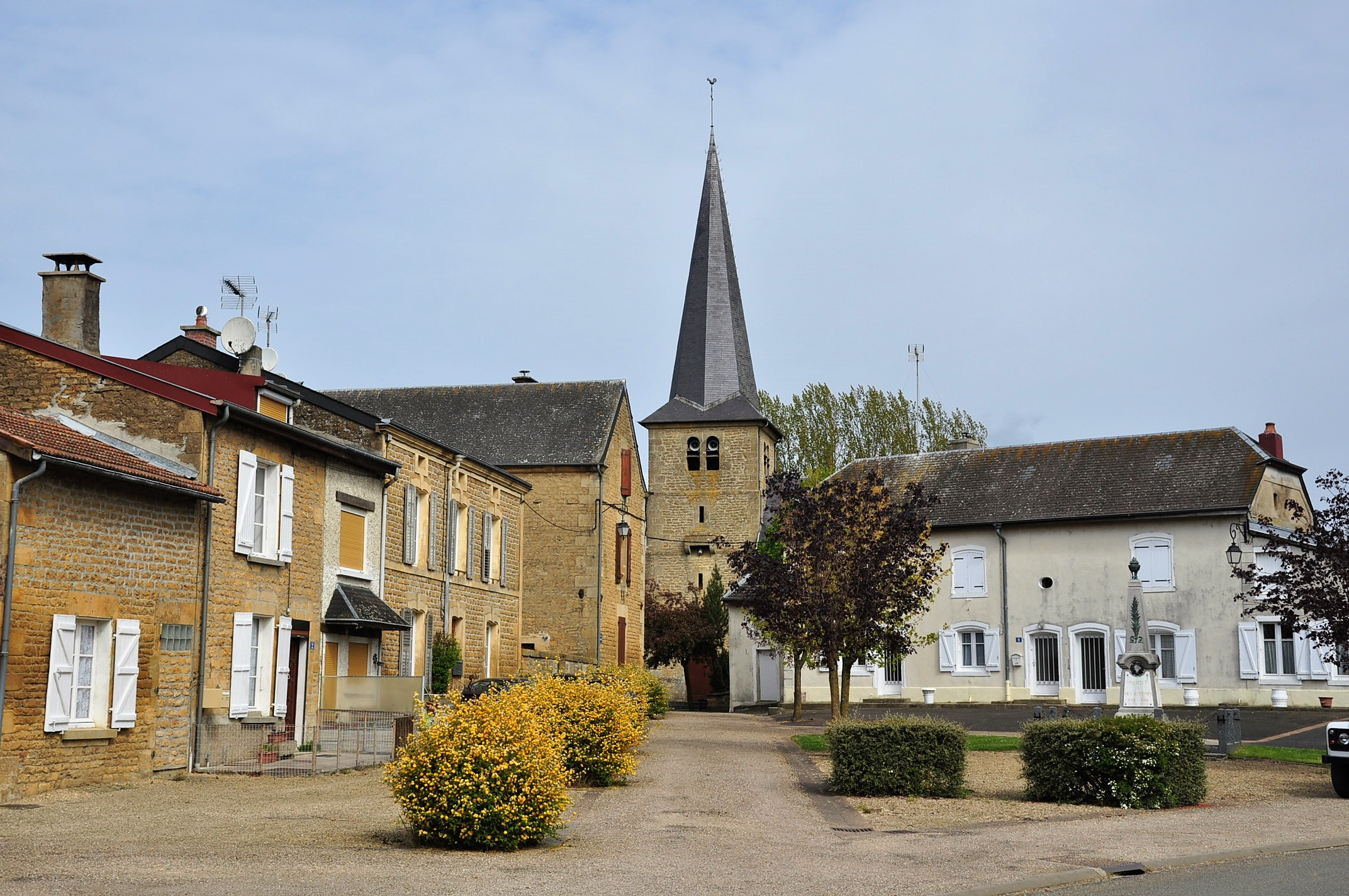
Place du Monument

| Jahr                                                | 1793 | 1846 | 1851 | 1872 | 1901 | 1921 | 1936 | 1946 | 1962 | 1968 | 1975 | 1982 | 1990 | 1999 | 2006 | 2012 |
| Einwohner                                           | 186  | 587  | 576  | 522  | 842  | 702  | 817  | 650  | 810  | 847  | 809  | 826  | 819  | 836  | 795  | 781  |
| Quellen: Cassini und INSEE; 1846 und 1851 mit Fromy |      |      |      |      |      |      |      |      |      |      |      |      |      |      |      |      |